# مصطفى بن يوسف
مصطفى بن يوسف المدعوا بوشلاغم  من عائلة المسراتي الممتدة من عائلة بني مسرة و هو باي بايلك الغرب ضمن أيالة الجزائر في العهد العثماني. نقل بوشلاغم عاصمته ثلاث مرات فقد حكم للمرة الأولى من معسكر واستمر فيها حتى سنة 1708 حيث تحول إلى وهران بعد الفتح الأول ضد الاسبان وظل بها حتى عام 1732 لينتقل منها هي الأخرى باتجاه مستغانم وذلك بعد سقوط وهران بيد الإسبان مرة أخرى.